# شاخص شرایط پولی
شاخص شرایط پولی (به انگلیسی: Monetary conditions index) یک شاخص عددی در اقتصاد کلان است که از یک ترکیب خطی با تعداد کمی از متغیرهای مالی در سطح اقتصاد محاسبه می‌شود که به سیاست‌های پولی مرتبط است. این متغیرها همیشه شامل نرخ بهره کوتاه‌مدت و نرخ ارز هستند.
شاخص شرایط پولی همچنین ممکن است به عنوان یک هدف عملیاتی روزانه برای انجام سیاست‌های پولی، به ویژه در اقتصادهای کوچک باز عمل کند. بانکهای مرکزی شاخص شرایط پولی را محاسبه می‌کنند و بانک کانادا اولین بانکی است که این کار را انجام داده‌است. (از اوایل دهه ۱۹۹۰)
شاخص شرایط پولی با یک مدل ساده از عوامل تعیین‌کننده تقاضای کل در اقتصاد آزاد آغاز می‌شود، که شامل متغیرهایی مانند نرخ حقیقی ارز و همچنین نرخ بهره حقیقی است. علاوه بر این، فرض بر این است که سیاست پولی تأثیر معنی داری بر این متغیرها به ویژه در کوتاه مدت دارد. از این رو، ترکیبی خطی از این متغیرها می‌تواند تأثیر سیاست پولی بر تقاضای کل را اندازه بگیرد. از آنجا که شاخص شرایط پولی تابعی از نرخ حقیقی ارز است، تحت تأثیر اتفاقاتی مانند شرایط شوک تجاری و تغییر در تجارت و اعتماد مصرف‌کننده قرار می‌گیرد که لزوماً بر نرخ بهره تأثیر نمی‌گذارد.
برفرض تقاضای کل به شکل ساده زیر باشد:
{\displaystyle \ y=a_{0}+a_{1}r+a_{2}q+\nu ,}
که:
y = تقاضای کل
r = نرخ بهره واقعی، با واحد درصد، نه کسری اعشاری.
q = نرخ واقعی ارز، به عنوان قیمت ارز خارجی یک واحد پول داخلی تعریف شده‌است. افزایش q به این معنی است که ارز مورد استقبال قرار می‌گیرد. q یک log طبیعی از یک فهرست است که در دوره پایه بر روی ۱ تنظیم می‌شود (عدد ۰ طبق قرارداد).
ν = اصطلاح خطای تصادفی فرض می‌شود که همه تأثیرات دیگر روی تقاضای کل را شامل می‌شود.
a1 و a2 نرخ بهره حقیقی و کشش نرخ حقیقی ارز تقاضای کل هستند. از نظر تجربی، ما انتظار داریم که a1 و a2 هردو منفی و (صفر≤a1 / a2≤ یک) باشند.
اگر MCI 0 مقدار (دلخواه) MCI در سال پایه باشد MCI تعریف می‌شود:
{\displaystyle \ MCI_{t}=MCI_{0}exp[(r_{t}-r_{0})+(a_{2}/a_{1})q_{t}].}
از این رو MCI t مجموع وزنی از تغییرات بین دوره ۰ تا t در نرخ حقیقی بهره و نرخ ارز است. فقط تغییرات در MCI، و نه عددی آن، معنی دار است، مانند دیگر شاخص‌ها. تغییرات در شاخص شرایط پولی نشان دهنده تغییر شرایط پولی بین دو نقطه در زمان است. افزایش (یا سقوط) در شاخص شرایط پولی بدان معنی است که شرایط پولی سخت‌تر شده‌است (یا آسان‌تر شده‌است).
از آنجا که شاخص شرایط پولی با یک ترکیب خطی آغاز می‌شود، بی‌نهایت جفت مجزا نرخ بهره، r، و نرخ ارز q، داریم که به ما شاخص شرایط پولی یکسان می‌دهد. از این رو r و q می‌توانند تغییرات زیادی داشته باشند در حالی که تأثیر کمی بر ارزش شاخص شرایط پولی داشته باشد. با این وجود، مقدار متغیر r و q مطابق با مقدار مشخصی از MCI ممکن است پیامدهای متفاوتی برای تولید واقعی و نرخ تورم داشته باشد، به ویژه اگر مدت زمان تأخیر در انتقال سیاست پولی زیاد باشد. از آنجا که از a1 و a2 انتظار می‌رود که هم علامت باشند، R و Q ممکن است در جهت مخالف با کمی یا بدون تغییر در MCI حرکت کنند. از این رو، اگر شاخص شرایط پولی پس از تغییر اعلام شده در سیاست پولی تغییر کند، گواه این است که بازارهای مالی تغییر سیاست را فاقد اعتبار می‌دانند.
نرخ بهره واقعی و نرخ ارز حقیقی نیاز به معیار سطح قیمت دارند، که اغلب فقط به صورت سه‌ماهه است و کمتر از یک ماه حساب نمی‌شود. از این رو، محاسبه شاخص شرایط پولی کمتر از ماهانه معنی دار نخواهد بود. در عمل، شاخص شرایط پولی با استفاده از نرخ ارز اسمی و نرخ سود اسمی کوتاه مدت محاسبه می‌شود، که داده‌ها به راحتی در دسترس هستند. محاسبه این نوع اسمی MCI در زمان واقعی، حتی دقیقه به دقیقه و با فرض تورم کم و پایدار، بسیار آسان است و اما با مدل اساسی تقاضای کل همخوانی ندارد.